# Nina Vukčević
Nina Vukčević (Bar, 1976.), crnogorska akademska slikarica

## Životopis
Rodila se u Baru 1976. godine. Na Cetinju na Fakultetu likovnih umjetnosti diplomirala je 2003. godine. Magistrirala na istom slikarskom odsjeku 2010. u klasi profesora Branislava Sekulića. Članica je ULUCG od 2004. godine. Profesorica je likovne kulture i vizualnih umjetnosti na gimnaziji u Podgorici. Izlagala na samostalnim i kolektivnim izložbama u Crnoj Gori (Gradska galerija Kotor i dr.) i inozemstvu.